# Per Gustaf Petersson
Per Gustaf Petersson (i riksdagen kallad Petersson i Brystorp), född 5 juli 1837 i Risinge socken i Östergötlands län, död 14 januari 1922 i Hällestads församling, Östergötlands län, var en svensk lantbrukare och riksdagspolitiker.
Petersson var lantbrukare i Brystorp i Hällestads församling i Östergötland. Han var även politiker och var ledamot av riksdagens andra kammare, bland annat mandatperioden 1897–1899. Han skrev 32 motioner bland annat om skattefrälseräntorna, mantalsränta, om rösträttens vidgande och om avgifterna vid lagfart.